# كوينييه
كوينييه (بالإنجليزية: Coinye)؛ (المعروفة سابقًا باسم كوينييه ويست (Coinye West))، هي عملة معماة تستند إلى سكريبت، تستخدم صورة فنان الهيب هوب الأمريكي كانييه ويست كشعار لها، على الرغم من عدم ارتباط ويست بالمشروع. تم التخلي عن المشروع من قبل المطورين الأصليين بعد رفع دعوى قضائية من قبل ويست ضدهم.

## التاريخ
كان من المقرر في الأصل إطلاق العملة في 11 يناير 2014، لكن الضغط القانوني دفع ديفيد ماكنيري جونيور، وفريق التطوير الخاص به إلى إصدار الكود المصدري وبرامج التعدين في 7 يناير، قبل أيام قليلة من الموعد المحدد. ثم أكدت التصريحات اللاحقة الصادرة عن المطورين أن ما يقرب من 0.37٪ من الحد الأقصى من المعروض النقدي للعملة قد تم حجزه لمنشئي العملة قبل الإطلاق.
في 6 يناير 2014 أرسل محامو كانييه ويست إلى فريق التطوير أمرًا بالإيقاف والكف، على أساس أن العملة التي لم يتم إصدارها في ذلك الوقت تشكل انتهاكًا للعلامة التجارية، ومنافسة غير عادلة، وقرصنة إلكترونية، وتضليل. ردًا على التهديدات القانونية، قام فريق التطوير بتغيير اسم العملة من «كوينييه ويست» إلى «كوينييه» وانتقل إلى اسم نطاق جديد. لم تكن هذه الإجراءات كافية لاسترضاء الفريق القانوني لـ ويست، وتم رفع دعوى قضائية أخرى ضد مبتكري العملة، مما دفعهم إلى بيع مقتنيات العملة الخاصة بهم ومغادرة المشروع في 14 يناير 2014.